# Sân vận động Dinamo (Minsk)

Toàn cảnh sân vận động nhìn từ trên cao từ tháng 6 năm 2018.

Sân vận động Olympic Quốc gia Dinamo (tiếng Belarus: Нацыянальны Алімпійскі стадыён Дынама, Nacyjanalny Alimpijski stadyjon Dynama, phát âm tiếng Belarus: [stadɨˈjɔn dɨˈnama]) là một sân vận động đa năng ở Minsk, Belarus. Sân gần đây đã được mở cửa trở lại sau một dự án cải tạo lớn. Trước đó, sân được sử dụng chủ yếu cho các trận đấu bóng đá và là sân nhà của Dinamo Minsk, FC Minsk và đội tuyển bóng đá quốc gia Belarus. Trước đây sân vận động có sức chứa chính thức là 40.000 chỗ ngồi, nhưng vì một phần của khán đài trên đã bị phá bỏ vào giữa những năm 1990 vì lý do an toàn, sức chứa thực tế trước khi cải tạo chỉ là 34.000 chỗ ngồi. Sau khi cải tạo, sức chứa là 22.246 chỗ ngồi.

## Lịch sử

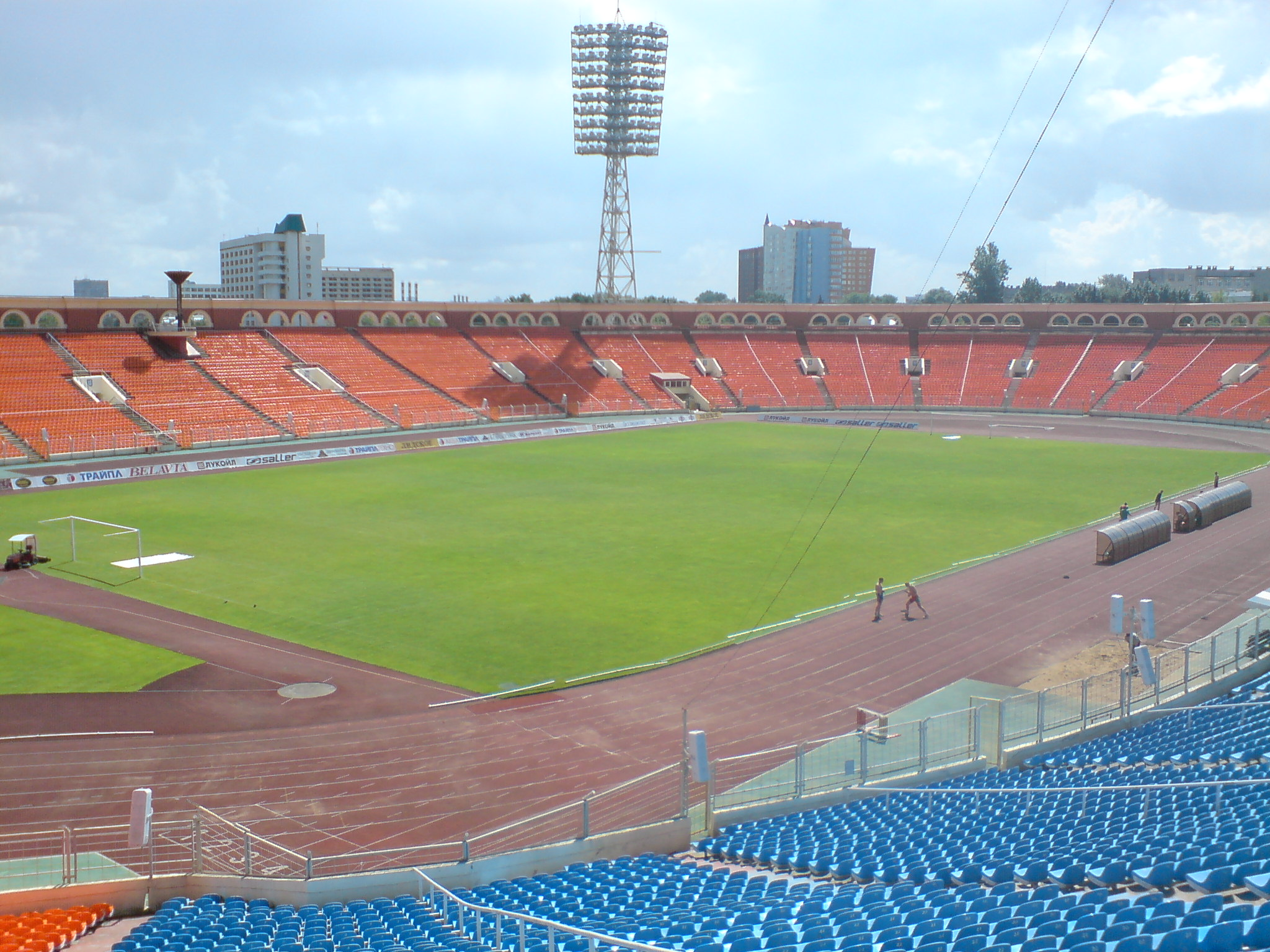
Sân vận động Dinamo vào năm 2008.

Sân vận động Dinamo được xây dựng và mở cửa vào năm 1934 và sau đó được mở rộng vào năm 1939. Nó đã bị phá hủy trong Chiến tranh thế giới thứ hai và được xây dựng lại trong những năm 1947–1954. Nó đã được cải tạo trong những năm 1978–1980 để chuẩn bị cho Thế vận hội Mùa hè 1980. Vào tháng 10 năm 2012, sân vận động đã bị đóng cửa cho các công việc tái thiết lớn. Nó sẽ được mở cửa trở lại vào tháng 12 năm 2017 dưới dạng một sân vận động dành riêng cho bóng đá, sẵn sàng đúng giờ cho Đại hội Thể thao châu Âu 2019.

## Sử dụng trong nước
Trong những năm thuộc Liên Xô, sân vận động là địa điểm sân nhà của Dinamo Minsk, đội tiếp tục sử dụng sân vận động cho đến năm 2008. Từ năm 2009, Dinamo Minsk đã chuyển đến sân vận động Dinamo-Yuni nhỏ hơn, trong khi sân vận động Dinamo trở thành địa điểm sân nhà của FC Minsk. Sân vận động cũng là một địa điểm truyền thống để tổ chức trận đấu cuối cùng của Cúp bóng đá Belarus, được tổ chức ở đây hầu như hàng năm từ năm 1992 đến 2012, ngoại trừ năm 2002 và 2011.

## Sử dụng quốc tế
Sân vận động là một trong những địa điểm của môn bóng đá tại Thế vận hội Mùa hè 1980. Nó đã tổ chức 6 trận đấu vòng bảng và một trận tứ kết. Đây là một trong những địa điểm tại Giải vô địch bóng đá U-18 châu Âu 1984 và tại Giải vô địch bóng đá trẻ thế giới 1985, cả hai đều được tổ chức tại Liên Xô. Từ năm 1992, sân vận động này là địa điểm sân nhà của đội tuyển bóng đá quốc gia Belarus.
Trong những năm qua, sân vận động đã được sử dụng bởi rất nhiều câu lạc bộ Belarus ở Cúp châu Âu, điều này trong trường hợp sân vận động riêng của câu lạc bộ không đáp ứng tiêu chí của UEFA. Trong những năm gần đây, nó được sử dụng làm nơi tổ chức các trận đấu UEFA Champions League và UEFA Europa League của BATE Borisov, bao gồm các trận đấu vòng bảng của cả hai giải đấu, vòng loại Champions League và vòng đấu loại trực tiếp Europa League.